# فلورانس گراهام (کالیفرنیا)
فلورانس گراهام (به انگلیسی: Florence-Graham) یک منطقهٔ مسکونی در ایالات متحده آمریکا است که در شهرستان لس‌آنجلس، کالیفرنیا واقع شده‌است. فلورانس گراهام ۹٫۲۷۳ کیلومتر مربع مساحت و ۶۳٬۳۸۷ نفر جمعیت دارد و ۴۴ متر بالاتر از سطح دریا واقع شده‌است.